# 潔癖
潔癖（けっぺき）とは、本人が考える不正や不潔を嫌い、それに対して妥協しない完全なものを求める性格をいう。また、不潔恐怖症の意味でも用いられる。
不潔恐怖症は「汚れ」を過剰に気にすることであり、現実に汚れているかどうかが問題ではなく、一旦取りついた強迫観念（不潔恐怖）を治めるために、さらに「汚れ」を落とそうとするような強迫行為を繰り返すノイローゼ（強迫神経症）の一種であり、俗に潔癖症と呼ばれることが多いが、精神医学的には不潔恐怖症（強迫神経症）とよばれ、症状がひどい場合は治療の対象になる。

## 不潔恐怖症
人は汚れなどを過剰に気にしたり、病気になることを過度に恐れ、飲酒、喫煙、外食を異常に嫌悪したり、細菌や病原菌など何らかの汚染を受けるのではないかと考えることがある。しかし、現実にはクリーンルーム内でもない限り、一般に人間が生きていく環境では人混みでは人が話したりくしゃみをすれば唾液が数メートルも離れた位置にまで無数の霧状に飛散し、空気中には無数の菌や埃が含まれている。
すなわち人は皮膚常在菌のようなよい菌も含め、完全な清潔と完全な不潔の間で生活している。多くの病的ではない人や単なるきれい好きな人の場合は、手洗いをこまめにしたりうがいを励行したりなど、現実と妥協するポイントを見つけ特に問題なく生活している。
ところが症状が酷い場合では、日常生活の中で汚れが過剰に気になり何度も手や体やペット全てのものを洗わないと気がすまない、自分が汚ないと何度も洗わないと気がすまない、ドアノブやハンドルや、吊り革を掴めない、外出先のトイレの便座に座る事ができないなどといったケースが存在する。
強迫性障害の場合は、本当に汚れているかどうかという点より、自分の頭の中にこびりついて離れない不潔恐怖（強迫観念）を収束させる目的で何度も手を洗い続け、現実に手がきれいになっていてもその恐怖心が薄れるまでやめることがない。更に、第三者が作った料理や弁当（特にサンドイッチやおにぎり等、直接手で触れて作られるもの）を食べることができない。配偶者や子供がいる場合には、家族にまでそれを強要する傾向がある。
強迫神経症になりやすい人には、特定の性格傾向があるといわれ、完全欲が強い、潔癖症である（冒頭前者の意味）、頑固で適応力がない、発達障害がある、優柔不断という傾向がある。
これらが著しい苦痛や機能の障害をもたらしている場合には、強迫性障害の診断を受ける可能性がある。